# Вікторія (кратер)
Вікторія (англ. Victoria) — ударний кратер на поверхні Марса в районі плато Меридіана. Має діаметр ≈ 750 метрів, завглибшки близько 70 метрів.

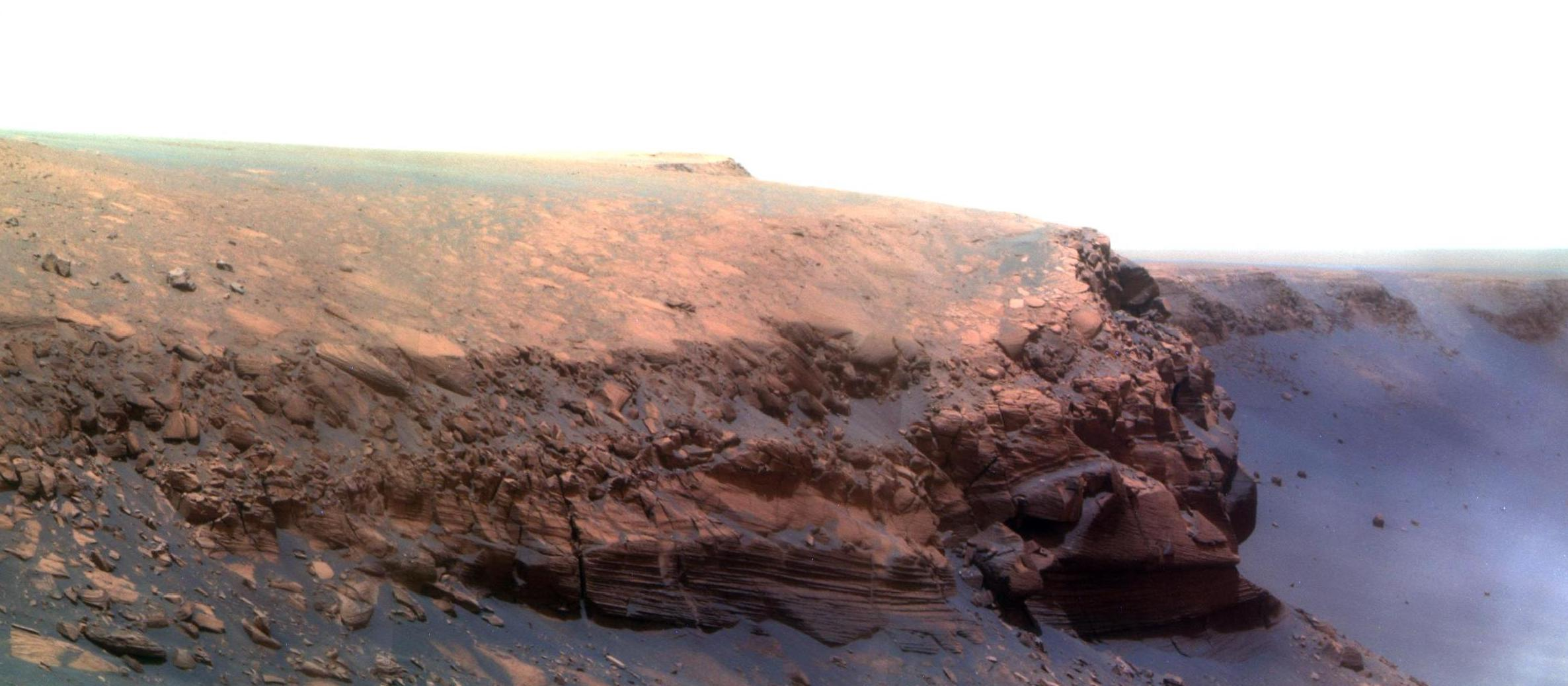
Мис Верде в штучних кольорах
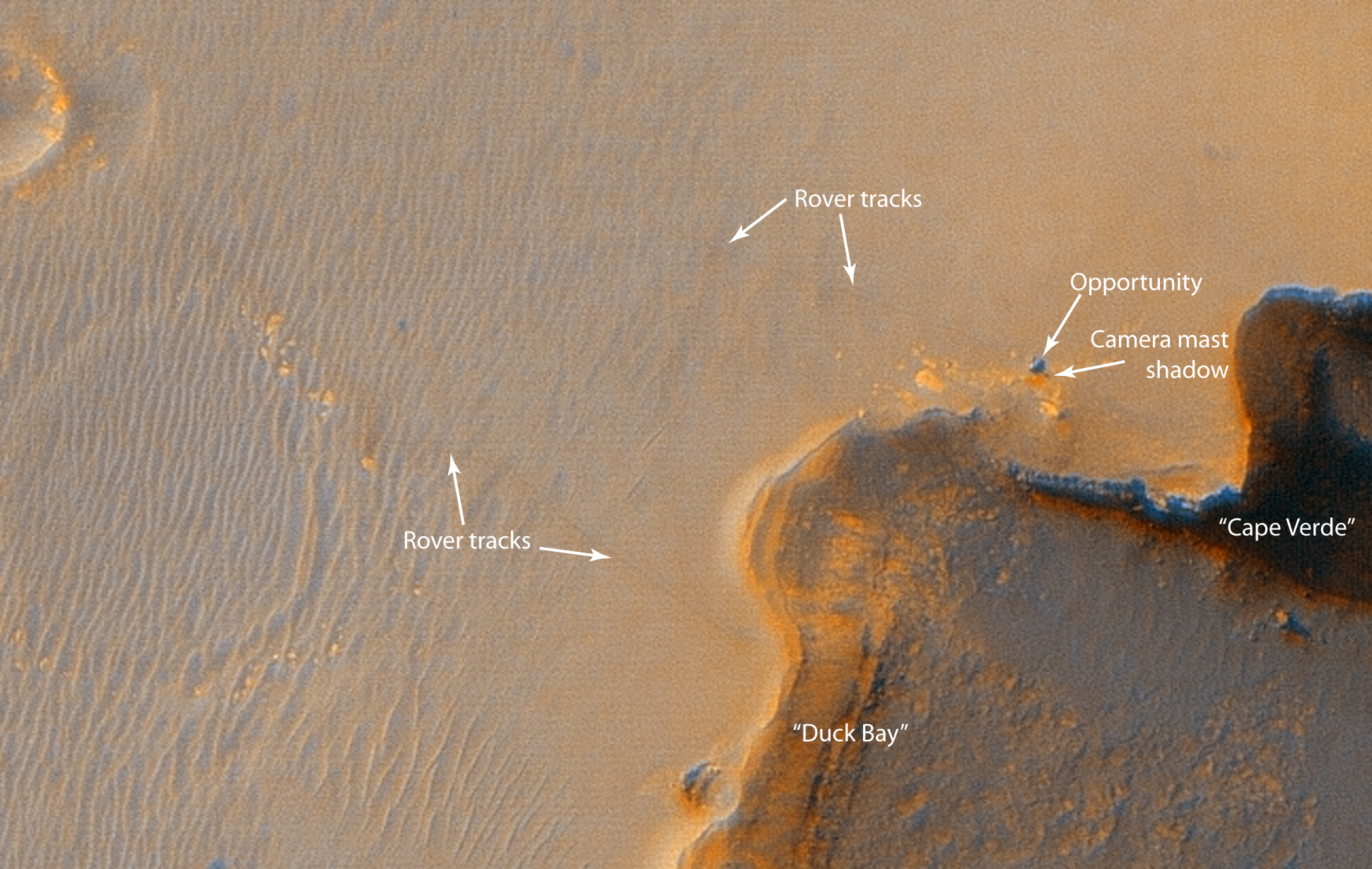
Північно-західна частина кратера «Вікторія», видно сліди від марсохода і його самого, а також мис Верде і Затоку качки
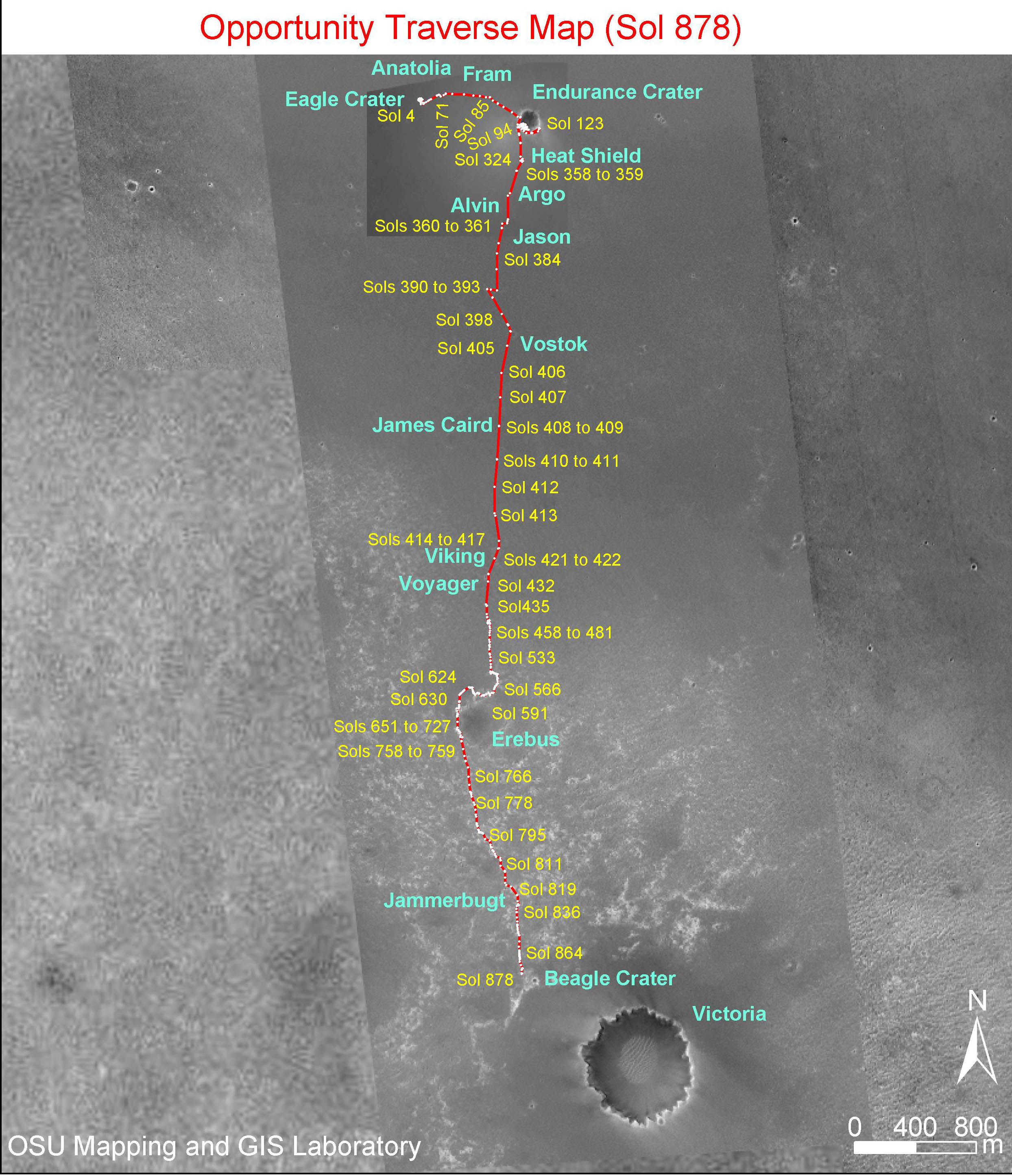
Путь марсохода Opportunity в напрямку до Вікторії (унизу).

## Хронологія досліджень кратера
- 26 вересня 2006 марсохід «Оппортьюніті» досяг кратера Вікторія. Марсохід рухався до Вікторії, дорогою досліджуючи інші, набагато дрібніші кратери. Відстань до кратера від посадкового модуля — приблизно 7 кілометрів.
- 11 вересня 2007 він доїхав до так званої «Затоки Качки» («Duck Bay»).
- 13 вересня 2007 «Оппортьюніті» досліджував мис Верде — скелю на краю кратера Вікторія.
- У період з 24 по 28 серпня 2008 року марсохід покинув кратер. Рухався він так довго тому, що через покриття сонячних батарей пилом марсохід мав проблеми з енергією, якої не вистачало забезпечувати і без того малопотужних двигунів.